# Casa do Tanque
A Casa do Tanque está situada na freguesia de São Victor, concelho de Braga, distrito de Braga.
Mandada construir na primeira metade do século XVII, actualmente serve como Paço Arquiepiscopal de Braga, substituindo o primitivo edifício onde funcionava o Paço Arquiepiscopal Bracarense.
A Câmara Eclesiástica de Braga está igualmente instalada nesta casa.

## História

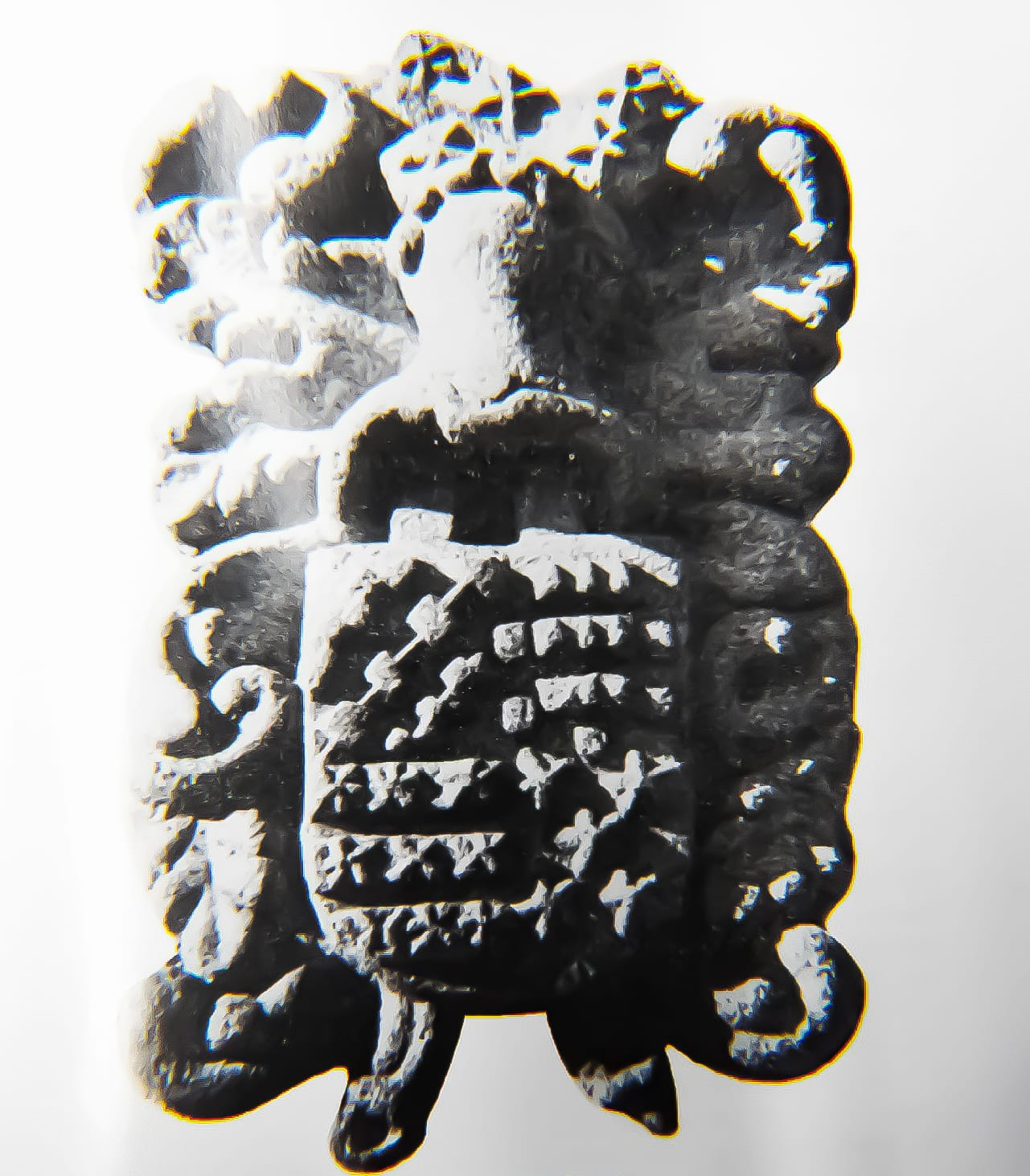
Pedra de armas presente na Casa do Tanque: Magalhães, Cunha, Barros Coutinho. São Victor, Braga.

Construída em meados do século XVII por Simão de Magalhães e Barros, em São Victor, numa zona extra-muros da cidade de Braga. Simão de Magalhães e Barros ou Simão Álvares de Magalhães e Barros, nascido em 1624, era filho de Diogo de Magalhães e Barros, nascido em 1597, escrivão da câmara secular de Braga, e neto de João de Magalhães Machado, também escrivão da câmara secular de Braga e escudeiro-fidalgo. 
Simão de Magalhães e Barros foi cónego da Sé de Braga e morreu em 1692 na Casa do Tanque.
A Casa do Tanque numa geração seguinte é ampliada e é nessa altura que a D. Felícia de Magalhães e Barros da Cunha Coutinho, nascida em 1651, é atribuída a construção de um pavilhão junto à casa. Deve-se a esta última proprietária, filha de Simão de Magalhães e Barros e de D. Maria Ana da Cunha Coutinho Osório, a pedra de armas que ainda hoje se vê na referida construção.
D. Felícia de Magalhães e Barros da Cunha Coutinho foi senhora da Casa do Tanque por morte do seu pai. Casou com Lopo Gomes de Abreu e Lima, Fidalgo da Casa Real, Vereador de Braga, tendo servido na Índia e Senhor da Casa do Tanque por casamento. 

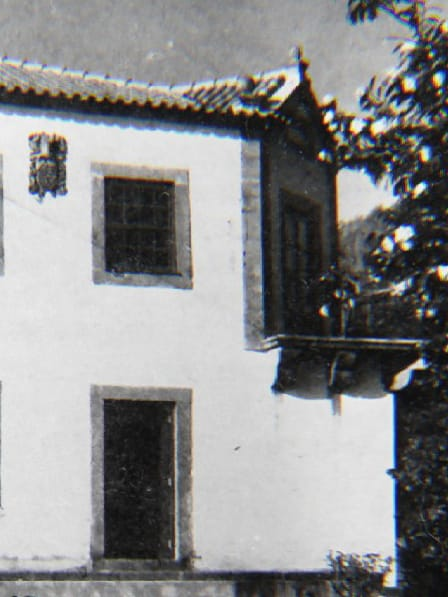
Casa construída por D. Felícia de Magalhães e Barros da Cunha Coutinho e Lopo Gomes de Abreu e Lima (ângulo)

A Casa do Tanque foi herdada por D. Felícia Joana Quitéria de Abreu e Lima, filha dos anteriores, que casa em 1708, na Igreja de São Victor, com João Mendes de Vasconcelos Leite Pereira, tendo nascido, entre outros, Lopo António Mendes de Vasconcelos Leite Pereira de Abreu e Lima, em 1712, na referida casa. 
É a este último senhor da casa, Lopo António Mendes de Vasconcelos Leite Pereira de Abreu e Lima, que se devem as obras que conferiram a forma geral da casa, já em pleno século XVIII.  
Ao que tudo indica as obras empreendidas por Lopo de Abreu e Lima em meados do século XVIII incidiram exclusivamente na casa principal, pois a outra edificação construída pelos seus avós parece manter a configuração original. Lopo António Mendes de Vasconcelos Leite Pereira de Abreu e Lima casa com Luisa Romay de Azevedo Yebra Abraldes y Oca Deza Pimentel, nascida em Lugo.  
São pais de D. Felícia Joana de Vasconcelos e Azevedo Abraldes de Mendonça de Abreu e Lima, casada com Manuel de Abreu e Lima Paes de Araújo de Sousa Alvim, António de Vasconcelos Leite Pereira de Abreu e Lima Abraldes Oca e Novaes, Fidalgo da Casa Real e Coronel Comandante dos Voluntários Realistas de Braga, José Maria de Vasconcelos Leite Pereira de Abreu e Lima, Fidalgo da Casa Real, Oficial de Cavalaria durante a Guerra Peninsular, e Tenente Coronel dos Voluntários Realistas de Braga (Corpo de Voluntários Realistas criado pelo rei D. Miguel I) , Francisco de Vasconcelos Leite Pereira de Abreu e Lima.
Lopo António Mendes de Vasconcelos Leite Pereira de Abreu e Lima morre a 17 de Abril de 1803 na sua Casa do Tanque e depois sucederem-lhe vários filhos na casa. Era também senhor do Paço da Oliveira.                                                                                                                        

## Sucessão e Venda da Casa do Tanque
A Casa do Tanque depois de morrer Lopo António Mendes de Vasconcelos Leite Pereira de Abreu e Lima teve os seguintes proprietários:
- João António de Vasconcelos Leite Pereira de Abreu e Lima (1773-1809), Senhor da Quinta do Tanque
- António Luís de Vasconcelos Leite Pereira de Abreu e Lima Abraldes Oca e Novaes (1774-1833), Fidalgo da Casa Real e Coronel Comandante dos Voluntários Realistas de Braga, Senhor da Quinta do Tanque.
- José Maria de Vasconcelos Leite Pereira de Abreu e Lima (Casa do Tanque, 1777- Casa do Tanque, 1860, sepultado na Igreja do Carmo), Fidalgo da Casa Real, Tenente Coronel dos Voluntários Realistas de Braga, Senhor da Quinta do Tanque.
- José Maria Vasconcelos Abreu Lima Leite Pereira Mourão (1812-1890). Último senhor da Quinta do Tanque, onde viveu com as suas irmãs D. Henriqueta Júlia Vasconcelos Leite Pereira Mourão (1813-1886) e D. Luísa de Vasconcelos Abreu e Lima Leite Pereira Mourão (Casa do Tanque, 1817- Campo Novo, Braga, 1894).

A Quinta e Casa do Tanque cai em desgraça no último quartel do século XIX. A família sem meios perde os seus bens para um conjunto de banqueiros do qual se pode destacar Domingos José Soares, Director do Banco do Minho, Manuel Luís Ferreira Braga, Director do Banco Mercantil, José Ferreira de Magalhães, Director da Companhia Geral Bracarense e Domingos José Ferreira Braga, "o Estrada", que fica com a quinta do Tanque.
Mais tarde, a casa é adquirida pela Arquidiocese de Braga que se via sem instalações depois da instauração da República. D. Manuel Vieira de Matos instala a Cúria na antiga Casa do Tanque situado no chamado Monte de Santa Margarida. Ainda hoje permanece como património da Arquidiocese e na propriedade foi construída a agora Faculdade de Teologia da Universidade Católica e, recentemente, o Instituto Diocesano de Apoio ao Clero.

## Características

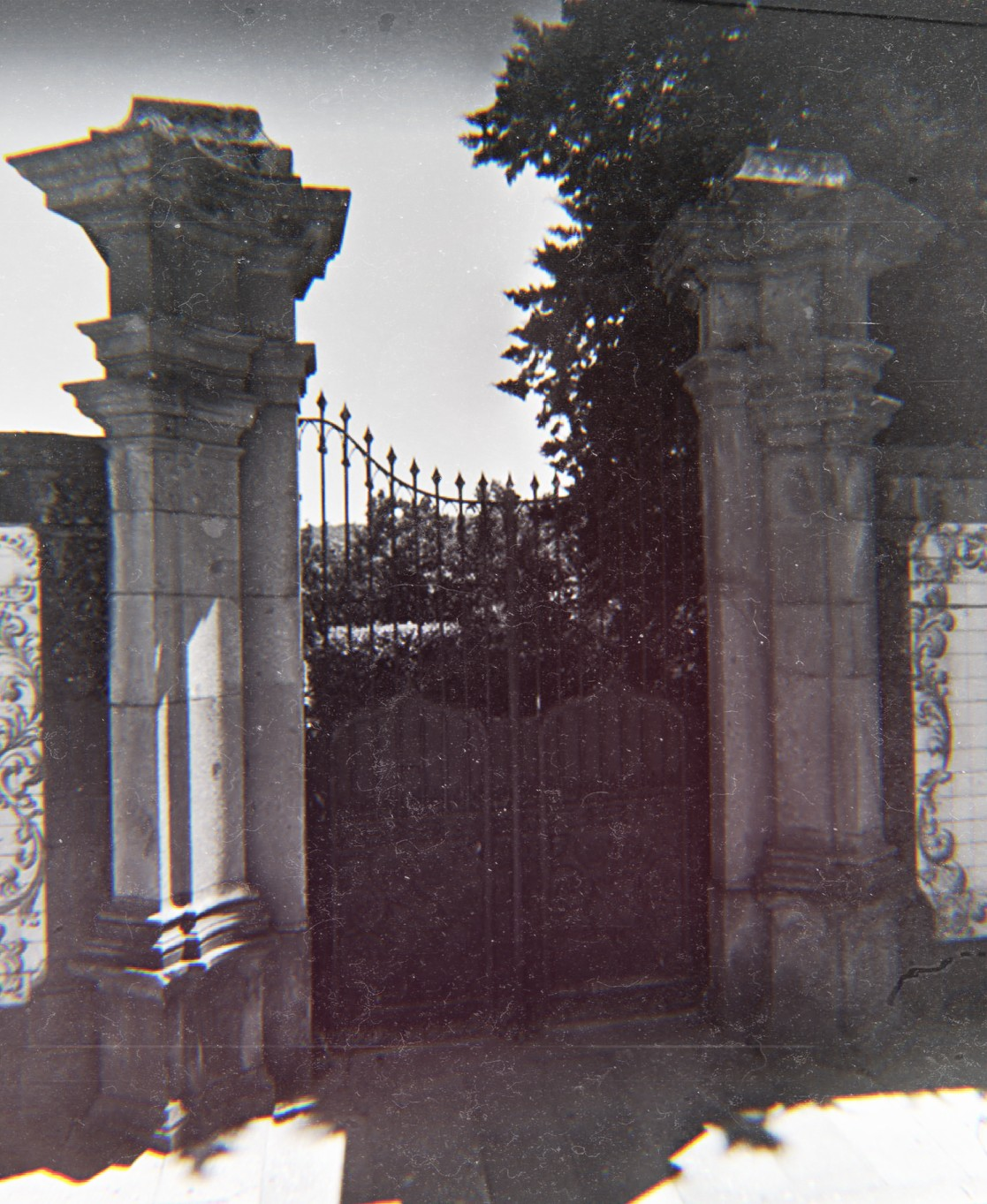
Portão da Casa do Tanque, São Victor, Braga.

Pouco resta da traça do edifício que Simão de Magalhães e Barros construiu e que mais tarde seu bisneto, Lopo António Mendes de Vasconcelos Leite Pereira de Abreu e Lima, reformula, devido às reformas empreendidas depois da venda da casa à Arquidiocese de Braga, já no início do século XX. A Casa do Tanque sofreu inúmeras alterações formais que hoje lhe conferem um aspecto descaracterizado. 

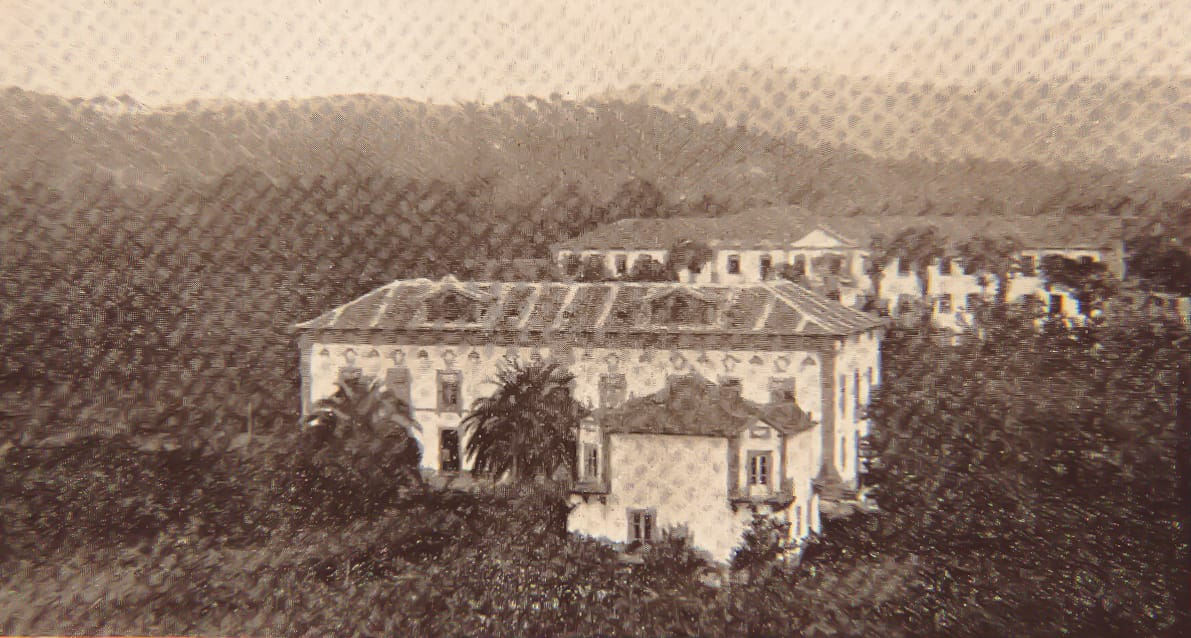
Vista da Casa do Tanque, São Victor, Braga, volume reedificado por Lopo António Mendes de Vasconcelos Leite Pereira de Abreu e Lima.

Ainda assim, podemos referir que se tratava de uma casa austera, típica da arquitectura portuguesa, com um ritmo de vãos predominando os panos maciços. As pilastras e cunhais (a forma no geral) são os elementos que se mantêm das obras empreendidas por Lopo de Abreu e Lima no século XVIII estando o resto do edifício desvirtuado relativamente a este período. 

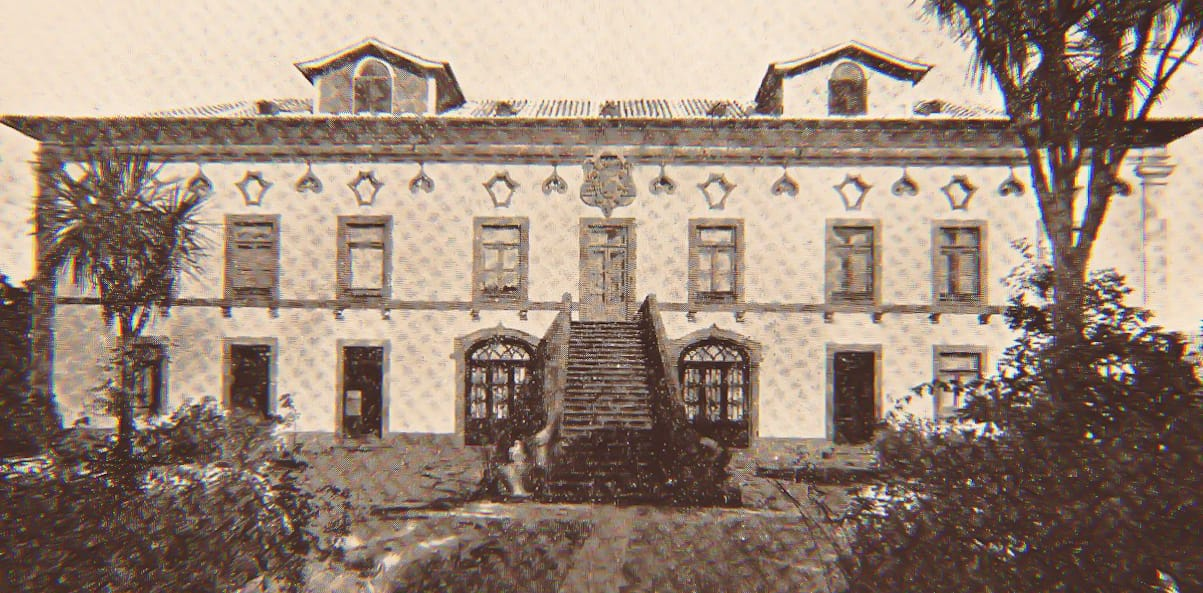
Alçado Poente da Casa do Tanque, São Victor, já com alterações posteriores à obra de Lopo António Mendes de Vasconcelos Leite Pereira de Abreu e Lima.

A escadaria, a título de exemplo, sofreu inúmeras intervenções, alterando o número de lanços (talvez originalmente a escada fosse no interior do edifício); o mesmo se poderia referir no que toca aos vãos e também à cornija interrompida já durante o século XX, mas ao gosto do final do século anterior. A casa provavelmente ostentaria as armas da família (dos Abreu e Lima, ou outras), mas nada resta desse período.
A casa-pavilhão de menores dimensões construída por D. Felícia Magalhães e Barros da Cunha situa-se a poente da casa maior.